# Черхальми, Дьёрдь
Дьёрдь Че́рхальми (венг. Cserhalmi György; род. 17 февраля 1948, Будапешт, Венгрия) — венгерский актёр театра, кино и телевидения.

## Биография
В 1971 году окончил Высшую школу театра, кино и телевидения в Будапеште. Работал в театрах Дебрецена, Веспрема, а в 1977—1979 годах — в Национальном театре Будапешта. В кино дебютировал в 1966 году («Здесь был король Матьяш»), с 1968 года — на телевидении. Играл в фильмах Миклоша Янчо, Пала Шандора, Пала Зольнаи, Золтана Фабри, Кароя Макка, Шандора Шары, Иштвана Сабо, Белы Тарра, Андраша Ковача, Дьёрдя Ревеса, Петера Бачо, Марты Месарош и других ведущих венгерских режиссёров.
Был женат на художнице Магде Варге, их дочь Шара Черхальми — актриса, режиссёр и сценарист.

## Избранная фильмография
- 1966 — Здесь был король Матьяш / Itt járt Mátyás király — Андраш
- 1970 — Лицо / Arc — Andi, Ágnes bátyja
- 1971 —  / Végre, hétfö! — Золи
- 1971 — Пташки / Madárkák — Дани Амбруш
- 1971 — Пока народ ещё просит / Még kér a nép — социалист
- 1971 — Наконец-то понедельник / Végre, hétfő!
- 1971 —  / Agitátorok — Vitatkozó
- 1973 — Витязь Янош / János vitéz — Янчи, озвучивание
- 1974 — Где кончается любовь? / A szerelem határai — Tornatanár
- 1974 — Электра, любовь моя / Szerelmem, Elektra — Орест
- 1974 — 141 минута из «Незавершенной фразы» / 141 perc a befejezetlen mondatból — Бела (в советском прокате «Незавершённая фраза»)
- 1975 — У истоков времени / Az idök kezdetén — Золи Деак
- 1975 — Установление личности / Azonosítás — Андраш Амбруш (в советском прокате «Его настоящее имя»)
- 1975 — Открытка из Америки / Amerikai anzix — Адам Верецки
- 1975 — Флорис фон Роземунд / Floris von Rosemund — Родерих (сериал)
- 1976 — Время взрослеть / Ballagó idö — мельник
- 1976 — Ветер свистит под ногами / Talpuk alatt fütyül a szél — Матьи Елеш, озвучивание
- 1976 — Отражения / Tükörképek — Тибор
- 1976 — Пятая печать / Az ötödik pecsét — коммунист Хальдокло
- 1976 — Призрак из Люблина / Kísértet Lublón — Михай Каспарек / Михай Черньицки (в советском прокате «Золотые дукаты призрака»)
- 1976 — Кантор / Kántor — Принц, бандит (сериал)
- 1976 — Оптимистическая трагедия / Optimista tragédia (ТВ)
- 1977 — Высоконравственная ночь / Egy erkölcsös éjszaka — Енё Келепеи
- 1978 — Нокаут / K.O. — Чунги
- 1978 — 80 гусар / 80 huszár — Иштван Чоргаш (Венгрия—Польша)
- 1979 — Венгерская рапсодия / Magyar rapszódia — Иштван Жаданьи
- 1979 — Allegro barbaro / Allegro barbaro — Иштван Жаданьи
- 1980 — Живым или мёртвым / Élve vagy halva — Хафра, немой
- 1980 — Нарцисс и Психея / Nárcisz és Psyché — барон Зедлиц / Нарцисс
- 1981 — Мефисто / Mephisto — Ханс Миклаш (в советском прокате «Мефистофель», Венгрия—ФРГ—Австрия)
- 1981 — Сердце тирана, или Боккаччо в Венгрии / A zsarnok szíve, avagy Boccaccio Magyarországon — Паша Ферхад (Венгрия—Италия)
- 1981 — Сын белой лошади / Fehérlófia — голос, озвучивание
- 1982 — Стервятник / Dögkeselyü — Йожеф Шимон
- 1982 — Макбет / Macbeth — Макбет (ТВ)
- 1983 — Влюблённые / Szeretök — Тамаш
- 1983 — Как распадается сноп / Mint oldott kéve — Strzelecki (сериал)
- 1983 —  / Mennyei seregek — Simonffy kapitány
- 1984 —  / Eszmélés
- 1984 — Лепестки, цветы, венки / Szirmok, virágok, koszorúk — Ференц Майлат
- 1985 — Другая любовь / Iná láska — Йонас (Словакия)
- 1985 — Великое поколение / A nagy generáció — Réb
- 1985 — Ученики / A tanítványok — граф Алекс
- 1986 —  / Hajnali háztetök — Бот Бенедек
- 1987 —  / Érzékeny búcsú a fejedelemtöl — Габор Батори
- 1987 — Миклош Акли / Akli Miklós — барон Иштван Сепешши
- 1987 — Просто Америка / Tiszta Amerika — двоюродный брат Тёльдьеши
- 1987 — Заноза под ногтем / Tüske a köröm alatt — Андраш Ходоши
- 1987 — Сезон чудовищ / Szörnyek évadja — доктор Бардоц
- 1988 — Проклятие / Kárhozat — Шебештьен
- 1988 —  / Hótreál
- 1988 — Хануссен / Hanussen — граф Трантов-Вальдбах (Венгрия—ФРГ—Австрия)
- 1989 — Гороскоп Иисуса Христа / Jézus Krisztus horoszkópja — Йозеф К.
- 1989 —  / Volt egyszer egy légió
- 1989 —  / Az én légióm
- 1989 — Безумец и ангел / Örült és angyal (к/м)
- 1990 — Венгерский реквием / Magyar rekviem — Tengerész
- 1991 —  / Let asfaltoveho holuba — отец
- 1991 — Последнее лето / Az utolsó nyáron — Имре Хорват
- 1991 — Нежность / Neha — Виктор
- 1991 — Вальс «Голубой Дунай» / Kék Duna keringö — Unokaöccs
- 1991 — Невеста Сталина / Sztálin menyasszonya — Зорка
- 1992 —  / Anna filmje — Иро
- 1994 — Запретный плод / Zabraneniat plod — следователь
- 1994 — Ревность / Pevnost — Эвальд
- 1995 — Вновь свидетель / Megint tanú — Бела Сипак
- 1995 — Рост закона / A törvénytelen — Felícián György hegyimentõ
- 1996 — Суки / Csajok — Дьюри
- 1996 — Ребята, давайте любить друг друга! / Szeressük egymást, gyerekek! — капитан (эпизод «Смерть великого разума»)
- 1996 — Мой друг, Габор Боди / Barátom, Bódy Gábor — друг Боди
- 1997 —  / Az én kis növérem — дядя Йошки
- 1997 — Услада убийцы / Gyilkos kedv — Шандор, Bea apja
- 1999 —  / Istennél a kegyelem (ТВ)
- 2001 — Их собственный остров / Vademberek — Predrag
- 2001 — Тлеющая сигарета / Hamvadó cigarettavég — генерал
- 2002 — Перласка. Итальянский герой / Perlasca: Un eroe italiano — Bleiber (ТВ)
- 2002 — Человек-мост / A hídember — Миклош Весселеньи
- 2003 — Желяры / Zelary — Йожа (Австрия—Словакия—Чехия)
- 2003 — Контроль / Kontroll — главный босс
- 2003 — Человек, который спал днём / Az ember, aki nappal aludt — Шебёк
- 2004 — Непогребённый / A temetetlen halott — тюремный врач (Венгрия—Польша—Словакия)
- 2005 — Три прогулки / Három séta — писатель (к/м)
- 2005 — Тропинки света / A fény ösvényei — Зольтан
- 2005 — Настоящий Санта / Az igazi Mikulás — Мишу
- 2006 — Вода / Aqua — Art (к/м)
- 2006 — Охота на англичан / Vadászat angolokra — граф Тарнаи
- 2008 — Почти девственница / Majdnem szüz — учитель
- 2008 — Наследство Эстер / Eszter hagyatéka — Лайош
- 2009 — Последний донос на Анну / Utolsó jelentés Annáról — Фараго
- 2009 — Ода истине / Oda az igazság — Kinizsi 1. — Михай Силадьи (Австрия—Венгрия—Польша)
- 2009 — Так, как мы есть / Így, ahogy vagytok — Габор
- 2012 — Дорогие преданные друзья / Drága besúgott barátaim — Андор
- 2012 — Бабочка / Pillangó — Jóska apja (ТВ)
- 2014 —  / A láthatatlan seb — граф Лихтенберг (к/м)
- 2016 — Полярное сияние / Aurora Borealis: Északi fény — художник
- 2016 —  / Halj már meg! — Габор Поч

## Награды
- 1977 — Премия имени Мари Ясаи
- 1982 — Премия имени Белы Балажа
- 1986 — Заслуженный артист ВНР
- 1990 — Премия имени Кошута